# 站前街道 (阜新市)
站前街道，是中华人民共和国辽宁省阜新市海州区下辖的一个乡镇级行政单位。

## 行政区划
站前街道下辖以下地区：
站东社区、站前社区、迎宾社区、建工社区、创业社区和振兴社区。